# NGC 5942
NGC 5942 est une vaste et lointaine galaxie elliptique située dans la constellation du Serpent. Sa vitesse par rapport au fond diffus cosmologique est de 10 812 ± 31 km/s, ce qui correspond à une distance de Hubble de 159 ± 11 Mpc (∼519 millions d'al). NGC 5942 a été découverte par l'astronome américain Lewis Swift en 1887.
Selon la base de données Simbad, NGC 5942 est une galaxie LINER, c'est-à-dire une galaxie dont le noyau présente un spectre d'émission caractérisé par de larges raies d'atomes faiblement ionisés.
Note : les bases de données Simbad et Hyperleda identifient NGC 5942 à la galaxie PGC 55316 et non à PGC 55309. La base de données NASA/IPAC souligne que l'identification que NGC 5942 est quelquefois identifié à NGC 5941.

## Groupe compact de Hickson 76

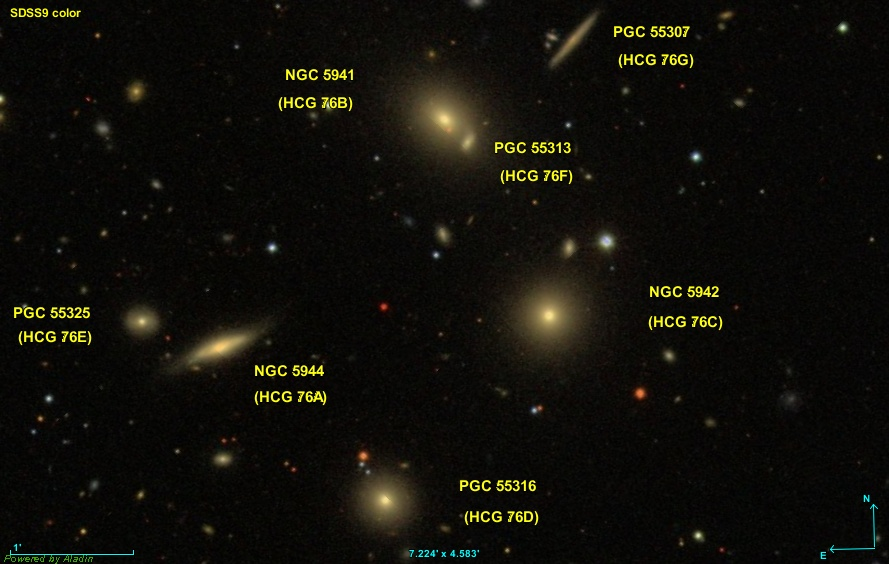
Les sept galaxies du groupe compact de Hickson 76.

NGC 5942 fait partie du groupe compact de Hickson 76 (HCG 76B). Ce groupe de galaxies comprend sept membres. Les six autres galaxies du groupe sont NGC 5941 (HCG 76B), NGC 5944 (HCG 76A), PGC 55316 (HCG 76D), PGC 55325 (HCG 76E), PGC 55313 (HCG 76F) et PGC 55307 (HCG 76G).
Il n'y avait que cinq galaxies dans la publication originale de l'astronome britanico-canadien Paul Hickson. Les galaxies HCG 76F et HCG 76G ont été ajoutées au groupe en 2009 par Reiner Vogel.